# Movie Addiction
Movie Addiction è uno split album pubblicato dai Nicotine e dai New Found Glory nel 2002 per la Sky Records.

## Descrizione
L'album contiene reinterpretazioni in chiave punk rock di canzoni tratte da film di culto.

## Tracce
1. Nicotine – Holding Out For a Hero – 3:36 (Bonnie Tyler)
2. Nicotine – What a Feeling – 2:43 (Irene Cara)
3. Nicotine – Eye of The Tiger – 2:43 (Survivor)
4. Nicotine – I Can See Clearly Now – 1:47 (Jimmy Cliff)
5. Nicotine – Born To Be Wild – 2:45 (Steppenwolf)
6. Nicotine – A Hazy Shade of Winter – 2:09 (The Bangles)
7. Nicotine – Can You Feel the Love Tonight – 2:24 (Elton John)
8. New Found Glory – That Thing You Do – 1:58 (The Wonders)
9. New Found Glory – Never Ending Story – 2:18 (Limahl)
10. New Found Glory – I Don't Want to Miss a Thing – 2:30 (Aerosmith)
11. New Found Glory – The Goonies 'R' Good Enough – 2:32 (Cyndi Lauper)
12. New Found Glory – The Glory of Love – 3:19 (Peter Cetera)
13. New Found Glory – (Everything I Do) I Do It for You – 2:55 (Bryan Adams)
14. New Found Glory – My Heart Will Go On – 3:03 (Céline Dion)

Durata totale: 36:42

## Formazione
Nicotine
- Howie – voce, chitarra
- Yasu – chitarra
- Full – basso
- Naoki – batteria

New Found Glory
- Jordan Pundik – voce
- Chad Gilbert – chitarra, voce secondaria
- Ian Grushka – basso
- Cyrus Bolooki – batteria, percussioni
- Steve Klein – chitarra ritmica